# Мізері (фільм)
«Мізері» (англ. Misery) — американський психологічний трилер режисера Роба Райнера, який вийшов на екрани у 1990 році. Знятий на основі однойменного роману Стівена Кінга про письменника, що опинився в полоні своєї фанатки та змушений писати для неї продовження її улюблених романів.

## Сюжет
Відомий письменник Пол Шелдон — автор успішної серії любовних романів про героїню на ім'я Мізері Честейн. Бажаючи зосередитися на більш серйозних історіях, він пише останній роман про Мізері. Під час подорожі з Сільвер-Крік, штат Колорадо, до свого будинку в Нью-Йорку, Пол потрапляє в заметіль і його авто розбивається. Письменник непритомніє, але його знаходить і привозить до свого будинку медсестра на ім'я Енні Вілкс.
Отямившись, Пол бачить, що його прикуто до ліжка, його ноги зламані, а плече вивихнуте. Енні стверджує, що вона його фанатка і постійно хвалить його романи та самого письменника. Вона пропонує піклуватися про нього, доки телефонні лінії не відновлять і місцеві дороги не відкриються після хуртовини. Вдячний за порятунок, Пол дозволяє їй прочитати рукопис свого нового роману. Енні гнівно критикує книгу, але потім вибачається. Далі вона дізнається, що в останньому романі Мізері померла, і погрожує Полу, що його ніхто не знайде.
Енні змушує Пола спалити єдиний примірник рукопису, натомість дає йому стару друкарську машинку та наказує почати писати новий роман, у якому Мізері повертається до життя. Пол використовує шпильку, щоб відімкнути двері та вийти зі своєї кімнати. Він намагається приспати Енні, підсипавши їй у вино ліки, але його план зривається, бо Енні випадково перекинула свій келих. Пізніше він знаходить альбом із газетними вирізками про минуле Енні та дізнається, що Енні судили за смерть кількох немовлят у лікарні, де вона працювала, але її не було покарано за браком доказів. Під час суду Енні цитувала рядки з його романів про Мізері. Невдовзі Енні дізнається, що Пол самостійно покидав кімнату, і ламає йому щиколотки кувалдою, щоб її в'язень не втік.
Місцевий шериф Бастер розслідує зникнення Пола. Він відвідує Енні, але вона застрелює шерифа, коли він чує крики Пола. Потім вона збирається застрелити Пола та застрелитися самій. Але він переконує Енні дати йому час до ранку, щоб закінчити роман.
Коли рукопис готовий, Пол просить сигарету, сірник і шампанське, що Енні виконує. Однак, на її жах, Пол підпалює рукопис, а потім б'є Енні друкарською машинкою по голові, поки вона намагається врятувати сторінки. Енні стріляє Полу в плече з револьвера, але йому вдається вдарити Енні та виповзти з кімнати. Енні оговтується і знову нападає, та Пол добиває її дверним стопором.
Минає вісімнадцять місяців. Пол, який тепер ходить з палицею, зустрічає свого агента Марсію в ресторані Нью-Йорка. Вони обговорюють видання його наступного роману. Марсія вважає, що роман чудовий, адже Пол вклав у нього власні переживання про полон. Потім Пол бачить, як до нього наближається офіціантка, в якій йому ввижається Енні. Офіціантка каже Полу, що вона його фанатка, на що Пол відповідає: «Мені дуже приємно».

## У ролях
| Актор              | Роль                        |
| ------------------ | --------------------------- |
| Джеймс Каан        | Пол Шелдон                  |
| Кеті Бейтс         | Енні Вілкс                  |
| Річард Фарнсворт   | шериф Бастер                |
| Френсіс Стернхаген | заступниця шерифа Вірджинія |
| Лорен Беколл       | Марша Сінделл               |
| Джей Ті Волш       | патрульний Шерман Дуглас    |
| Роб Райнер         | пілот ґвинтокрила           |

## Сприйняття
На агрегаторі відгуків Rotten Tomatoes рейтинг схвалення «Мізері» становить 91 % з середньою оцінкою 7,60/10. Консенсус критиків сайту стверджує: «Піднесений видатною грою Джеймса Каана та Кеті Бейтс, цей напружений і лякаючий фільм є однією з найкращих адаптацій Стівена Кінга на сьогоднішній день». На Metacritic фільм має середню оцінку 75 зі 100, що відповідає «загалом схвальним відгукам».
Роджер Еберт у газеті «Chicago Sun-Times» похвалив переконливу акторську гру Кейті Бейтс, цікаву протилежність якій складає Джеймс Каан, граючи її пасивного, зневіреного в'язня. Фільм вийшов дуже «кінгівський», він точно переносить сюжет книги на екран і дещо дивно, що такий режисер, як Роб Райнер, зацікавився його створенням. «Мізері» не видатний фільм, але він працює цілком так, як належить.
Дерек Малкольм з The Guardian також схвально відгукнувся про образ Енні, що рівною мірою турботлива та загрозлива. Пол проходить цікавий розвиток у стосунках з Енні від вдячності до ненависті. А шериф Бастер не гірший за них, маючи більшу частку здорового глузду, ніж спершу здається. Фільм добре підтримує напругу, має достатньо хороших реплік і ситуацій, які спонукають з інтересом чекати, що буде далі.
Сам Кінг у своїй збірці «Стівен Кінг йде в кіно» 2009 року заявив, що «Мізері» є однією з десяти його улюблених екранізацій.

## Нагороди і номінації
- 1991 — премія «Оскар» найкращій акторці (Кеті Бейтс)
- 1991 — премія «Золотий Глобус» за найкращу жіночу роль — драма (Кеті Бейтс)
- 1992 — п'ять номінацій на премію «Сатурн»: найкращий фільм жахів, найкращий сценарій (Вільям Голдман), найкращий актор (Джеймс Каан), найкраща акторка (Кеті Бейтс), найкраща акторка другого плана (Френсіс Стернхаген)